# ان‌جی‌سی ۱۸۲
ان‌جی‌سی ۱۸۲ (انگلیسی: NGC 182) نام یک کهکشان مارپیچی در صورت فلکی ماهی است.